# Гончар, Михаил Тимофеевич
Михаил Тимофеевич Гончар (2 января 1922, Репки (ныне Богодуховский район, Харьковская область, Украина) — 10 января 2015) — украинский и советский учёный-лесовод, кандидат сельскохозяйственных наук (1954). Педагог, ректор, профессор (с 1974) кафедры биологии, селекции и защиты растений (ныне кафедра агроэкологии и биологии) Львовского национального аграрного университета. Академик Лесоводческой академии наук Украины. Заслуженный работник высшей школы Украинской ССР (1981), «Отличник аграрного образования и науки» (2006)

## Биография
Участник Великой Отечественной войны. 
В 1951 году окончил Харьковский сельскохозяйственных институт (ныне Харьковский национальный аграрный университет имени В. В. Докучаева), где работал до 1960 года. Позже трудился во Львовском сельскохозяйственном институте: доцент, профессор (с 1974 до 2002), ректор (1960—1988), по совместительству — заведующий кафедр лесоводства и мелиорации, ботаники, физиологии растений и биологии, лесоводства и защиты растений.
В течение 1970—1980 гг. был председателем президиума Львовского областного совета общества охраны природы; в течение длительного времени — членом правления и заместителем председателя президиума Львовской областной организации общества «Знание».

## Научная деятельность
Проводил научные исследования в области биоэкологической взаимосвязи растительности в лесных фитоценозах, лесной рекультивации техногенных отвалов серодобывающей промышленности, экологических проблем сельскохозяйственного производства и др.

## Избранные труды
- Биоэкологические взаимосвязи древесных пород в лесу. — Львов: Вища школа, 1977. — 162 с.
- Земля — наша кормилица. — Львов: Вища школа, 1981. — 133 с.
- Лесные фитоценозы: повышение продуктивности и охрана. — Львов: Вища школа, 1983. — 168 с.
- Экологические проблемы сельскохозяйственного производства. — Львов: Вища школа, 1986. — 144 с.
- Методичні поради до вивчення латинських назв рослин для студентів 1 курсу денної форми навчання за спец. 7.13.01.02 «Агрономія», 7.13.01.04 «Плодоовочівництво та виноградарство». — Львів, 1997. — 44 с (в соавт.).
- Випробування на зрілість: спогади і роздуми ректора / М. Т. Гончар. — Київ: Академія, 2007. ISBN 966-580-226-7.